# Christophe Beghin
Christophe Beghin (Schaarbeek, 2 januari 1980) is een Belgisch basketbalcoach en voormalig speler.

## Carrière
Beghin startte zijn profcarrière in 1998 bij BBC Aalst en het seizoen erop bij BC Oostende waar hij speelde tot in 2004. Hij werd met hen kampioen in 2001 en 2002, in 2001 won hij ook de beker. In zijn eerste seizoen werd hij verkozen tot "Rookie van het jaar" en in 2002 werd hij voor het eerst "speler van het jaar". Hij vertrok in 2004 voor een seizoen naar het Italiaanse Roseto Sharks. In 2005 speelde hij kort voor Spirou Charleroi voordat hij twee seizoenen speelde voor Verviers-Pepinster. Nadien speelde hij nog voor de Antwerp Giants en Spirou Charleroi.
Na zijn spelerscarrière werd hij assistent bij de Antwerp Giants, in 2019 werd hij hoofdcoach na het vertrek van Roel Moors. In januari 2022 werd hij na teleurstellende resultaten ontslagen, hij werd opgevolgd door Luc Smout. Hij gaat aan het einde van het seizoen 2021/22 aan de slag bij Kortrijk Spurs als hoofdcoach. Na tegenvallende resultaten werd hij begin februari 2024 aan de kant gezet.
In februari 2025 werd Beghin assistent-coach onder Roel Moors opnieuw bij de Antwerp Giants.

## Erelijst

### Als speler
- Belofte van het Jaar: 2000
- Eerste klasse: 2001, 2002, 2008, 2011
- Beker van België: 2001
- Speler van het jaar: 2002, 2009, 2010

### Als coach
- Beker van België: 2020